# 神性写作
神性写作作为一种创作的倾向，主要体现在诗歌作品对主观意识中的绝对真理的追求，在诗歌中灵魂的位置是最重要的。
作为反后现代主义写作的创作倾向，神性写作的特点是在写作中表达最理想化的诗歌本质意义，诗歌的内容是精神的最高表现，神性写作往往是照耀和启示性的作品。相比之下，诗歌的写作形式则是次要的。神性写作的对立面是口语写作。
神性写作的代表诗人有海子、骆一禾、戈麦等。

## 相关连接
- 中国诗歌库
- 中国诗歌史 （页面存档备份，存于）